# Paracles cnethocampoides
Paracles cnethocampoides là một loài bướm đêm thuộc phân họ Arctiinae, họ Erebidae.